# 名古屋市立筒井小学校
名古屋市立筒井小学校（なごやしりつ つついしょうがっこう）は、愛知県名古屋市東区筒井にある公立小学校。

## 概要
名古屋市東区の中央本線より西側の地域のうち東寄り中央部の地域を学区とする公立小学校であり、1872年（明治5年）、第五仮義校として創立されたのをその始まりとする。校舎の一部は1936年（昭和11年）に建設されたもので、名古屋市内に戦前から残る唯一の鉄筋コンクリート造の学校建築である。学区内には東区内の区役所・警察署・消防署などの行政機関が集中している。太平洋戦争時の空襲の被害を比較的受けなかった地域でもある。

## 沿革

### 経緯
以下『筒井』（創立100周年記念誌）を主な出典として記述する。
筒井小学校の始まりは、1872年（明治5年）10月15日の第五仮義校創立に遡ることができる。学区内情妙寺にあった寺子屋が学校に発展したものであった。1880年2月に現校地に移転すると共に名古屋区第十五番小学筒井学校に改称し、名古屋市の成立による改称を経ながら1893年（明治26年）には名古屋市筒井尋常小学校となる。1941年（昭和16年）には名古屋市筒井国民学校に改称し、戦況の悪化により1944年8月には愛知県西春日井郡山田村（現名古屋市西区山田町）に集団疎開を行った。1945年8月の終戦時において、筒井国民学校の校舎はほぼ無事に残っており、学区全体としても大部分の家が焼失せずに済んだことから、疎開していた児童も順次学区に戻り、11月には山田村に集団疎開していた児童も全員引き上げて来た。戦後、1951年から10年間にわたって全国でも3校しかない校内での学校給食用パン焼きを行い、1957年には給食優良校として文部大臣賞を受賞したりもした。

### 年表
出典
- 1872年（明治5年） - 第五仮義校が創立。
- 1880年（明治13年） - 名古屋区第十五番小学筒井学校に改称。
- 1889年（明治22年） - 名古屋市の成立により、名古屋市尋常小学筒井学校に改称。
- 1893年（明治26年） - 名古屋市筒井尋常小学校に改称。
- 1922年（大正11年） - 創立50周年を迎える。筒井実業学校が始まる。
- 1924年（大正13年） - 南校舎が増改築される。
- 1925年（大正14年） - 正門東側に私立筒井簡易図書館が作られる。
- 1928年（昭和3年） - 校地が拡張され西校舎が建設される。
- 1936年（昭和11年） - 鉄筋3階建て校舎と木造2階建て講堂兼雨天体操場が建設される。鉄筋校舎は名古屋市において唯一現存する太平洋戦争前からの鉄筋校舎[注 2][4]。
- 1941年（昭和16年） - 国民学校令により名古屋市筒井国民学校に改称。
- 1947年（昭和22年） - 学制改革により現校名の名古屋市立筒井小学校に改称。
- 1951年（昭和26年） - 学校給食用にパン焼き室を校内に設置。
- 1957年（昭和32年） - 給食優良校として文部大臣賞受賞。
- 1962年（昭和37年） - 校内でのパン焼きを中止する。人手が不足したためであった。
- 1964年（昭和39年） - プール完成。
- 1970年（昭和45年） - 体育館兼講堂が改築。
- 1972年（昭和47年） - 創立100周年を迎える。正門と南門を改築。
- 1977年（昭和52年） - 木造校舎を取り壊し、鉄筋化の工事が進められる。
- 1982年（昭和57年） - 校舎改築工事が完了。
- 1988年（昭和63年） - 北校舎大規模工事と南門景観工事が行われる。管理棟を移転し、多目的教室が完成する。
- 1991年（平成3年） - 生活科室とコンピュータ室が完成する。
- 1992年（平成4年） - プール内部全面改修工事と体育館大規模改造工事が行われる。
- 2000年（平成12年） - 放課後学級（トワイライトスクール）を開設。
- 2005年（平成17年） - つつい学級（特別支援学級）を開設。
- 2009年（平成21年） - 防災備蓄倉庫が新設。
- 2010年（平成22年） - 体育館床改修工事が行われる。
- 2011年（平成23年） - 名古屋市の「登録地域建造物資産」として登録される。
- 2013年（平成25年） - 特別支援学級新設整備工事と緊急地震速報取り付け工事が行われる。
- 2014年（平成26年） - 大規模改修工事（中央土間より西側）と空調設備教室設置工事が行われる。
- 2017年（平成29年） - プール濾過機工事と北校舎南面（東半分）外壁補修工事が行われる。
- 2018年（平成30年） - プール本体塗装工事が行われる。
- 2019年（令和元年） - プールサイド補修工事が行われる、
- 2020年（令和2年） - GIGAスクール校内LAN配線工事と特別支援学級整備工事が行われる。
- 2021年（令和3年） - タブレット型パソコンを1人1台配付し、ICTを活用した授業が増加する。北校舎2・3階廊下張替工事が行われる。
- 2022年（令和4年） - 創立150周年を迎える。体育館リニューアル改修工事が行われる。

## 児童数の変遷
『愛知県小中学校誌』（1998年）によると、児童数の変遷は以下の通りである。
| 1947年（昭和22年） | 1,415人 |  |
| 1957年（昭和32年） | 1,943人 |  |
| 1967年（昭和42年） | 1,029人 |  |
| 1977年（昭和52年） | 921人   |  |
| 1987年（昭和62年） | 533人   |  |
| 1997年（平成9年）  | 366人   |  |

## 教育方針
教育目標として「徳・知・体の調和のとれた人間性豊かな子どもを育てる。」とし、
- たがいに励まし合い、仲よくできる子ども
- 進んで行い、しんぼう強くやり抜く子ども
- 創造性豊かで、正しい判断のできる子ども
- 広い視野をもち、正しく行動できる子ども
- 自ら考え、進んで学習できる子ども
- 健康で、安全に心がける子ども

の育成を目指している。

## 通学区域
- 名古屋市東区

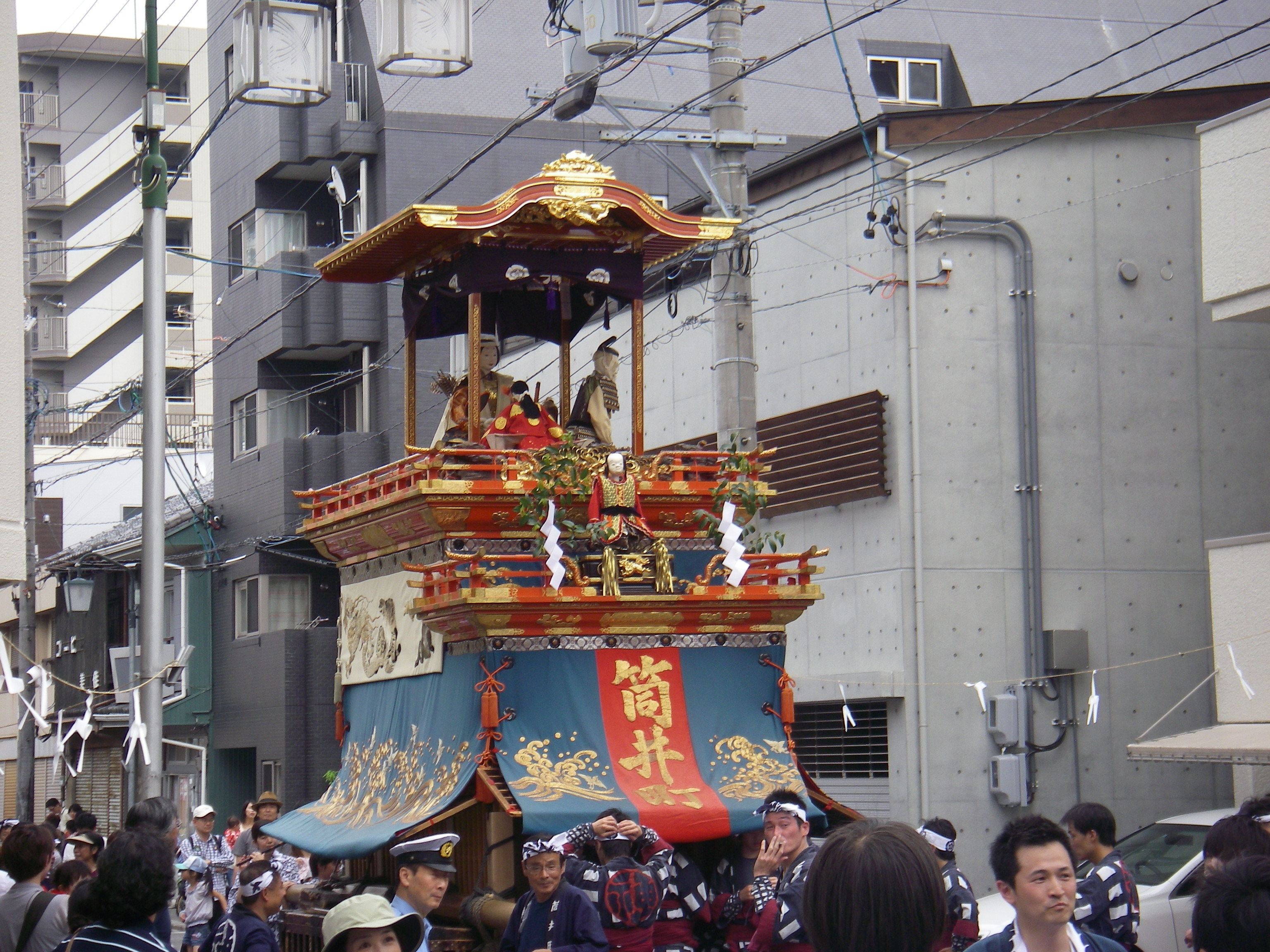
神皇車

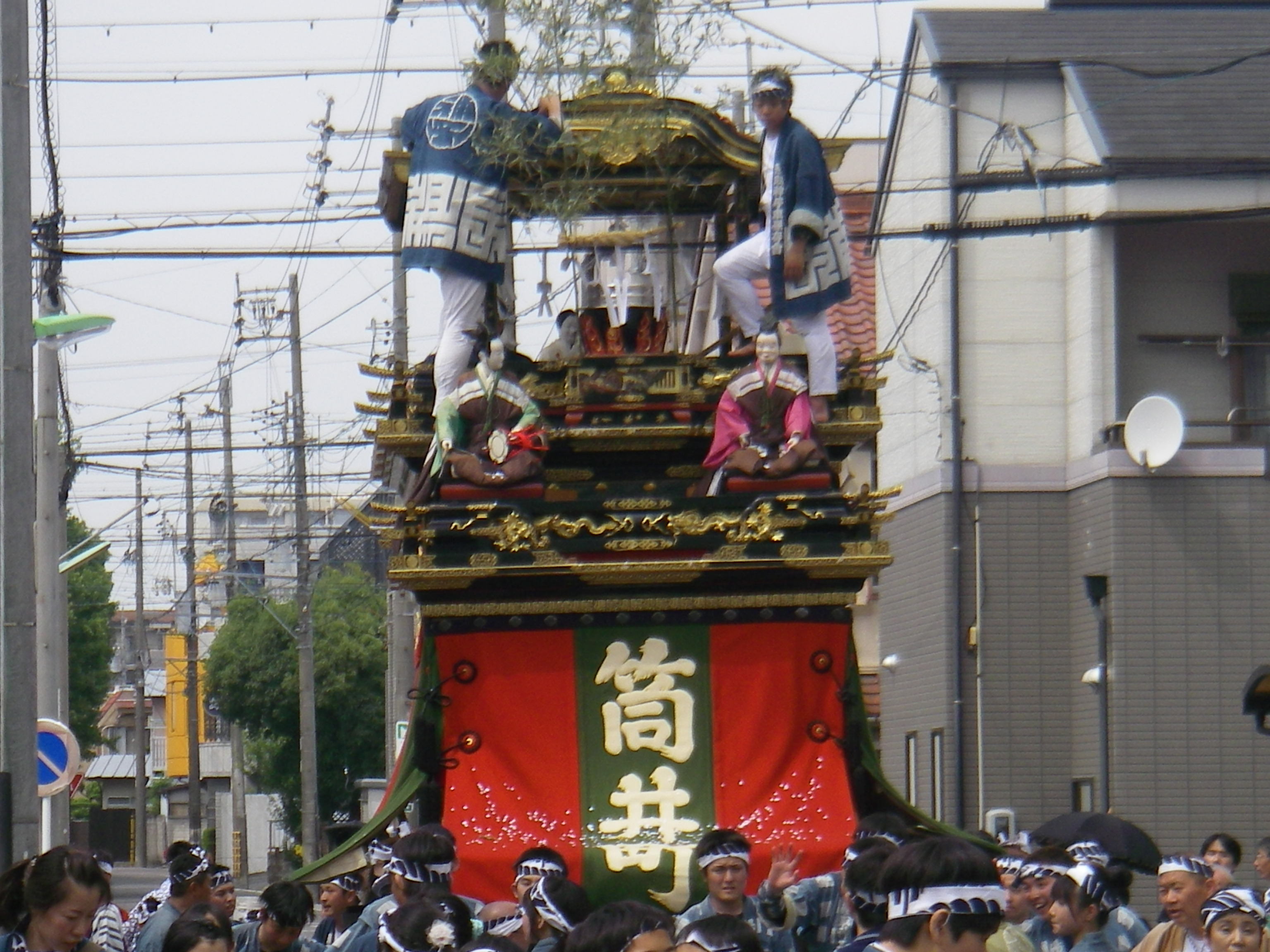
湯取車

  - 車道町、黒門町、筒井一丁目、筒井町、豊前町、百人町の全部
  - 代官町、筒井二丁目・三丁目のそれぞれ一部

当学区は住居表示が実施された地域と未実施の地域が混在している。2010年（平成22年）国勢調査によると、学区の面積は0.742km2、世帯数は3956世帯、人口は7837人である。2005年国勢調査実施時には世帯数3751世帯、人口7813人であり、比較すると世帯数の増加率5.5％、人口の増加率0.3％となっている。
学区内は江戸時代尾張藩の頃から主に下級武士が居住していた地域や建中寺の門前町であった地域であり、太平洋戦争時の空襲の被害をあまり受けなかったが、そのため逆に再開発の機会を失った面もあり下級武士の屋敷町時代からの細い道幅の道路が戦後かなりの時期まで残っていた。平成期に入ってからも区画整理が続けられていた。学区内には名古屋市の有形文化財に指定されている山車2両（神皇車・湯取車）があり、毎年6月第1土曜日・日曜日に開催される筒井町天王祭ではこれらの山車が学区内を曳き回される。
※記述にあたっては、『名古屋の町（大字）・丁目別人口（平成22年国勢調査）』行政区別統計表を参照した。

### 隣接する公立小学校区
いずれも名古屋市立の小学校である。
- 葵小学校（東区） - 当学区の南側、筒井小学校と2校で名古屋市立あずま中学校区を構成する。
- 東白壁小学校（東区） - 当学区の北西側。
- 旭丘小学校（東区） - 当学区の北側。
- 明倫小学校（東区） - 当学区の北東側。
- 大和小学校（千種区） - 当学区の東側。
- 内山小学校（千種区） - 当学区の南東側

### 進学先中学校
名古屋市では公立学校選択制が導入されていないことから、筒井小学校を卒業した児童の公立中学校進学先は名古屋市立あずま中学校となる（進学時に学区の変更を伴う転居などがない場合）。

### 学区内の主な施設
- 東区役所
- 東警察署
- 東消防署
- 建中寺
- 東海学園東海中学校・高等学校
- 名古屋市立あずま中学校

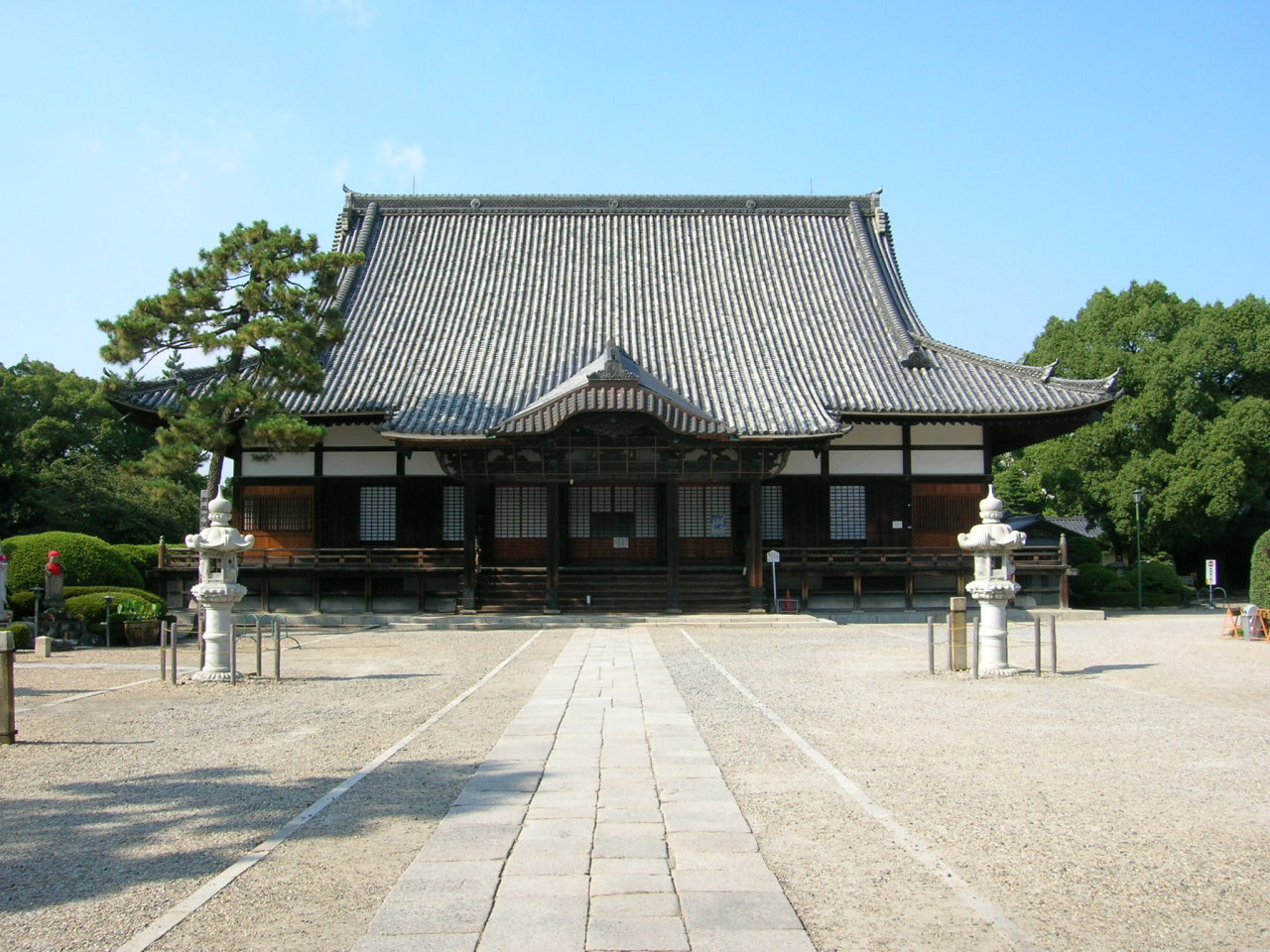
建中寺

なお、山車2両の山車蔵はそれぞれ筒井一丁目（神皇車）・筒井町4丁目（湯取車）にある。

## 交通アクセス
- 名古屋市営地下鉄桜通線「車道駅」から徒歩約8分

## 出身者
- 清沢満之（僧侶・教育者） - 京都府尋常中学校校長、真宗大学（現大谷大学）学監